# Östergötlands runinskrifter 121
Östergötlands runinskrifter 121 avser en runsten på Slaka kyrkogård strax sydväst om Linköping. Stenen har varit inmurad i den södra kyrkogårdsmuren men står sedan 1800-talet rest på kyrkogårdens södra del.
Stenen bär en normalruneristning med stungna i-runor. Den är daterad till 1000-talet lyder:
Translitterering av runraden:
asm(u)(t)(r) · auk · þeʀ · bruþr · restu · sten · þani · eftiʀ · sarta · faþur · sia ·
Normalisering till runsvenska:
Asmundr ok þæiʀ brøðr ræistu stæin þenna æftiʀ Svarta, faður sinn.
Översättning till nusvenska:
Asmund och hans bröder reste denna sten efter Svarte sin fader.
Ristarens identitet är okänd, men det har framhållits som sannolikt att det rör sig om densamme som för grannstenen Östergötlands runinskrifter 118. Antagandet bygger på likheter i språk och i runslingornas utformning.
Stenen är uppmålad 1982.